# Village Saint-Paul
Pour les articles homonymes, voir Saint-Paul.
Le Village Saint-Paul est un micro-quartier de Paris, en France.

## Situation et accès
Situé dans le quartier Saint-Paul dans le 4e arrondissement de Paris, il correspond à  l’ilot compris entre les rues Charlemagne, Saint-Paul, de l’Ave-Maria et des Jardins-Saint-Paul, auquel ont été adjoints les numéros du côté sud de la rue de l'Ave-Maria, du 1 au 7, soit une surface d’environ 1 hectare.
Le village comprend dix entrées sous porches, dont quatre rue Saint-Paul, trois rue des Jardins-Saint-Paul, deux rue Charlemagne et une rue de l’Ave Maria qui donnent accès à six cours intérieures reliées par un cheminement piétonnier.
Les transports en commun les plus proches sont les stations  Saint-Paul sur la ligne 1,  Pont-Marie et Sully-Morland sur la ligne 7

## Historique

### L'ilot avant rénovation
L'ilot était compris dans le périmètre de l’Îlot insalubre n° 16.

Les habitants des numéros pairs (côté est) de la rue des Jardins-Saint-Paul ont été évacués  en 1942-1943 dans le cadre de cette opération de rénovation urbaine et les immeubles expropriés ont été détruits en 1946  dégageant le Mur de Philippe Auguste sur une distance de 120 mètres. Des terrains de sport sont établis à cet emplacement. La démolition des immeubles du côté pair de cette rue (des numéros 6 à 28) datant des  XVIe siècle  au  XVIIIe siècle et de l'ensemble jusqu'à la rue Saint-Paul  était prévue.
La création du secteur sauvegardé du Marais en 1964 préserve ce patrimoine.
L’ilot très densément construit comprenait plus de 50 immeubles  délabrés aux logements d’une surface moyenne 28 m2 dont la moitié n’avaient pas l’eau courante en 1971.

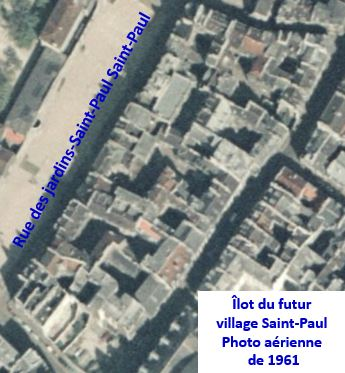
Photo aérienne de l'ilot en 1961.
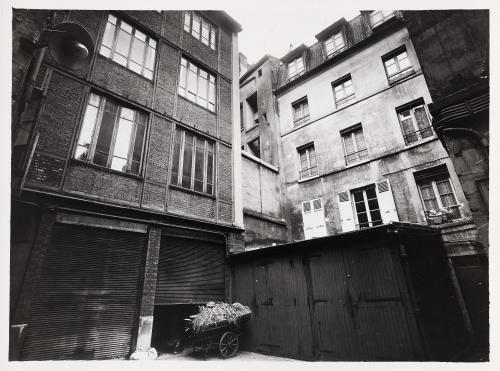
25 rue Saint-Paul en 1942.
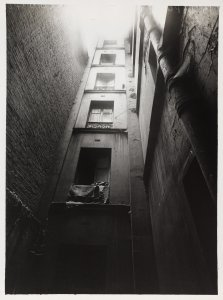
22bis rue des Jardins St-Paul en 1942.

### La rénovation
L’ensemble, qui appartient à la Ville de Paris à la suite des expropriations de l'ilot insalubre n° 16, est rénové de 1970 à 1985 sous la direction de l’architecte Félix Gatier  par une opération de  curetage. 
Plusieurs bâtiments à l’intérieur de l’ilot sont démolis pour dégager des cours reliées par un cheminement public piétonnier. Des immeubles en béton sont construits au 5 rue Saint-Paul et  au 2-6 rue de l’Ave Maria. Les immeubles préservés, la majorité de l’ilot comprenant l’ensemble des façades sur la rue des Jardins Saint-Paul, sont restaurés. 
La surface moyenne des logements dotés  des éléments de confort est portée à 56 m2 et 6 000 m2 de locaux commerciaux sont créés en rez-de-chaussée où s’établissent des antiquaires, des brocanteurs, des galeries d’art, des restaurants, des salons de thé et une boutique des inventions.

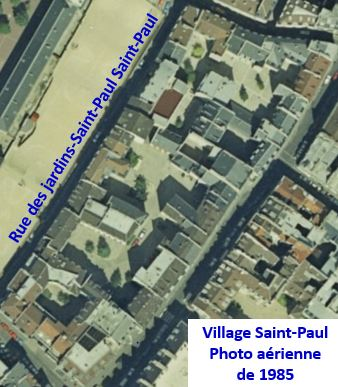
Photo aérienne du Village en 1985.
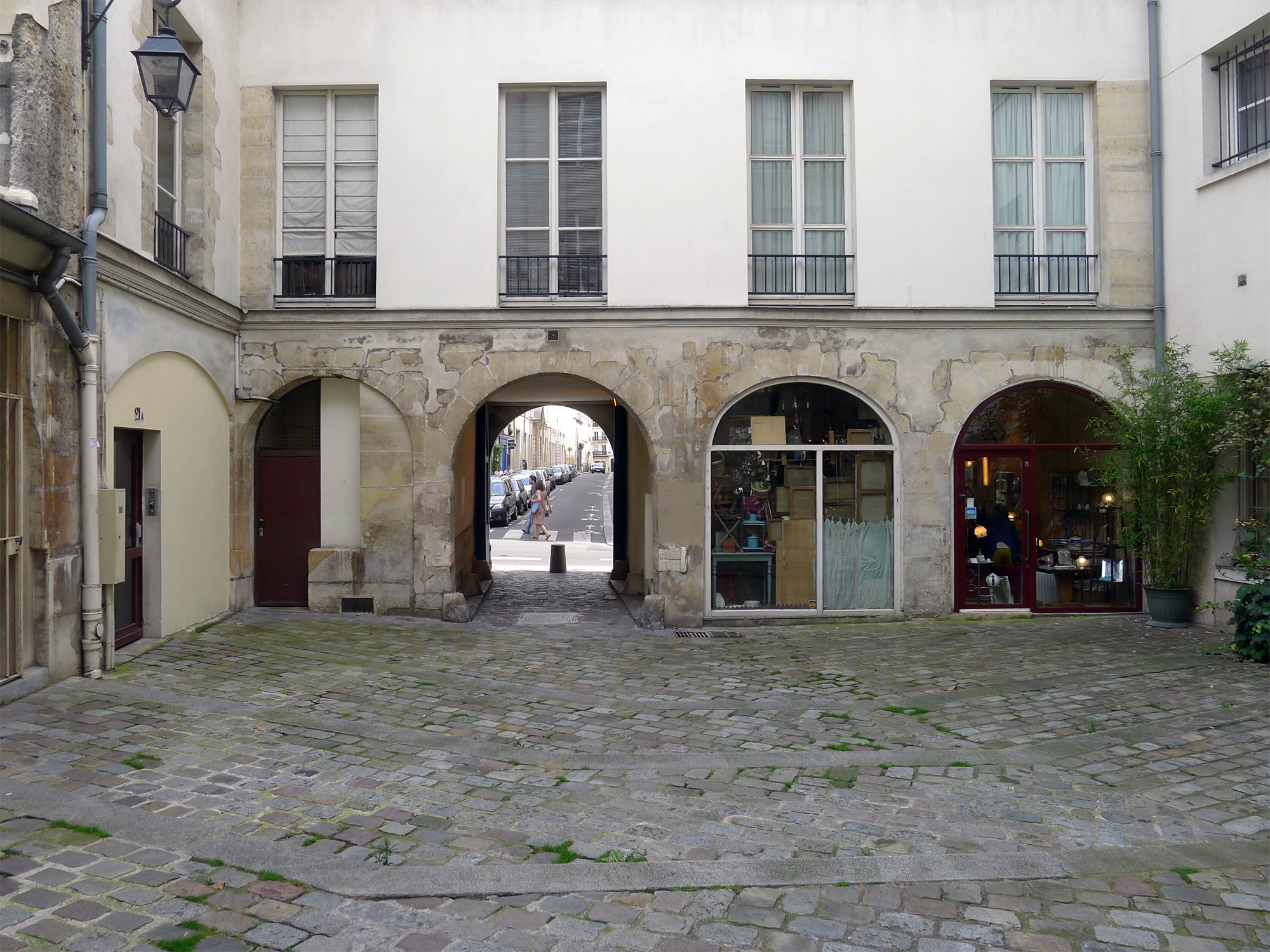
Village Saint-Paul en 2014.
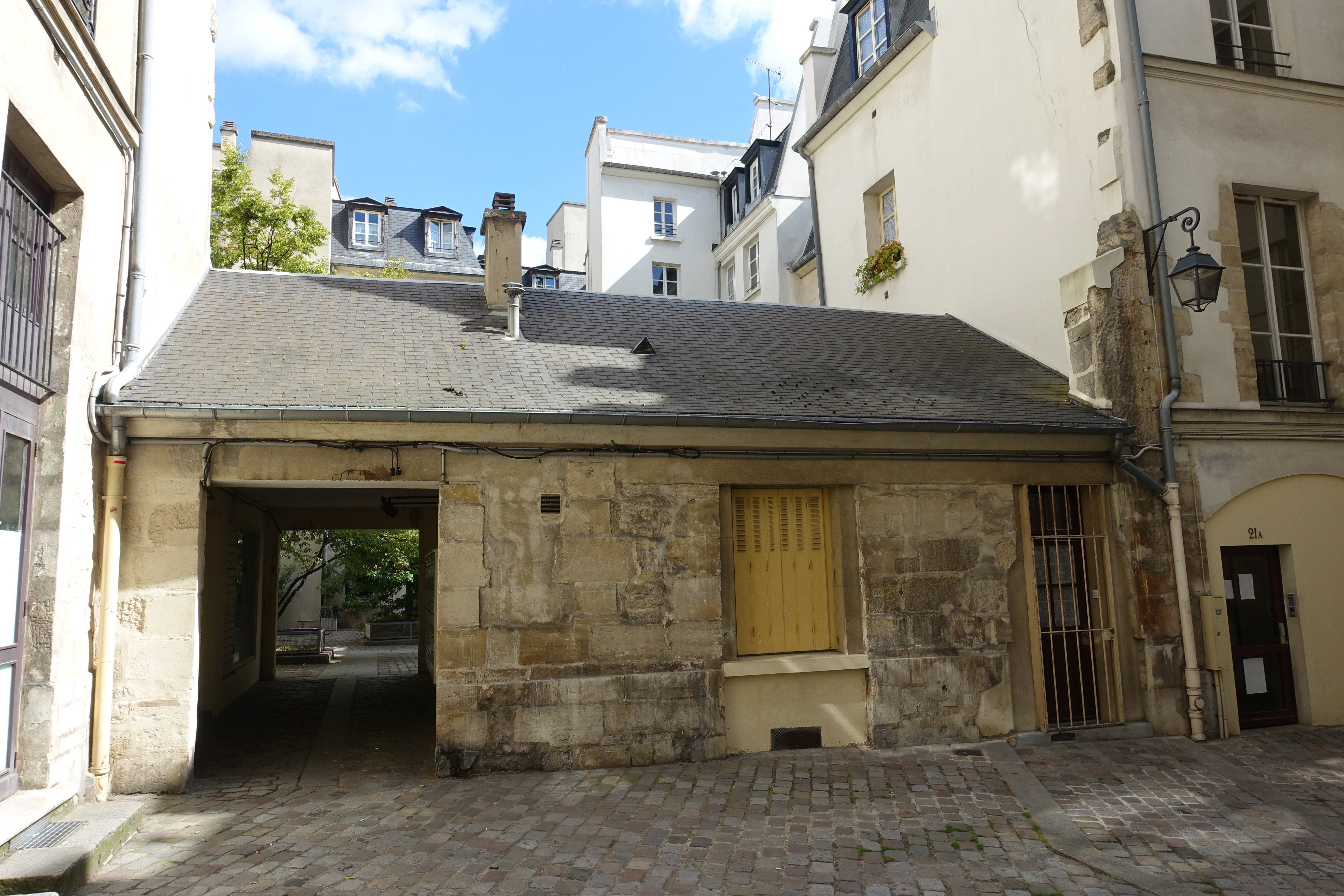
Village Saint-Paul en 2017.
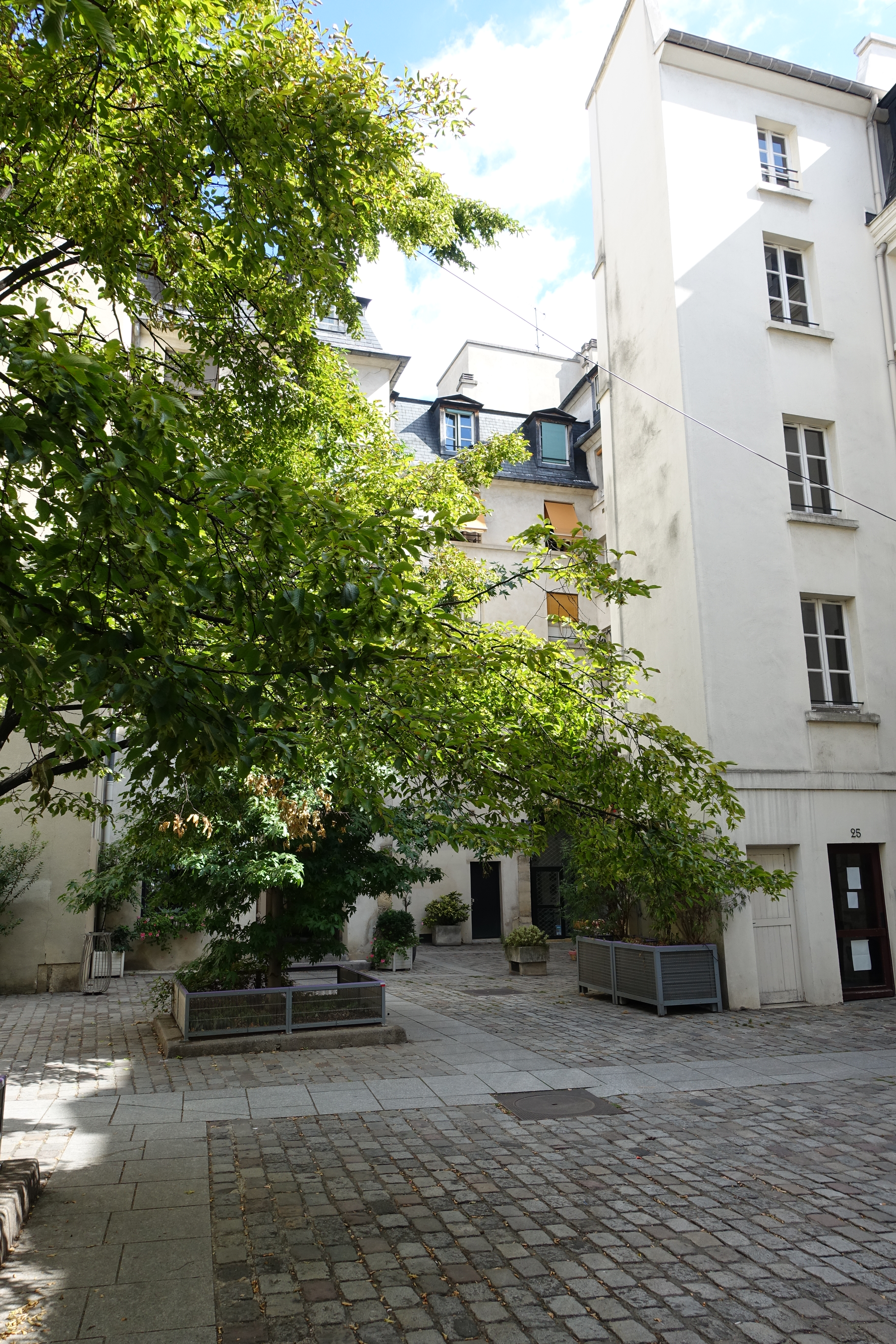
Village Saint-Paul en 2016.

Le village qui comprend 243 logements sociaux et 80 boutiques a encore été rénové de 2018 à 2021 dans sa structure des années 1970 par la Régie immobilière de la Ville de Paris.

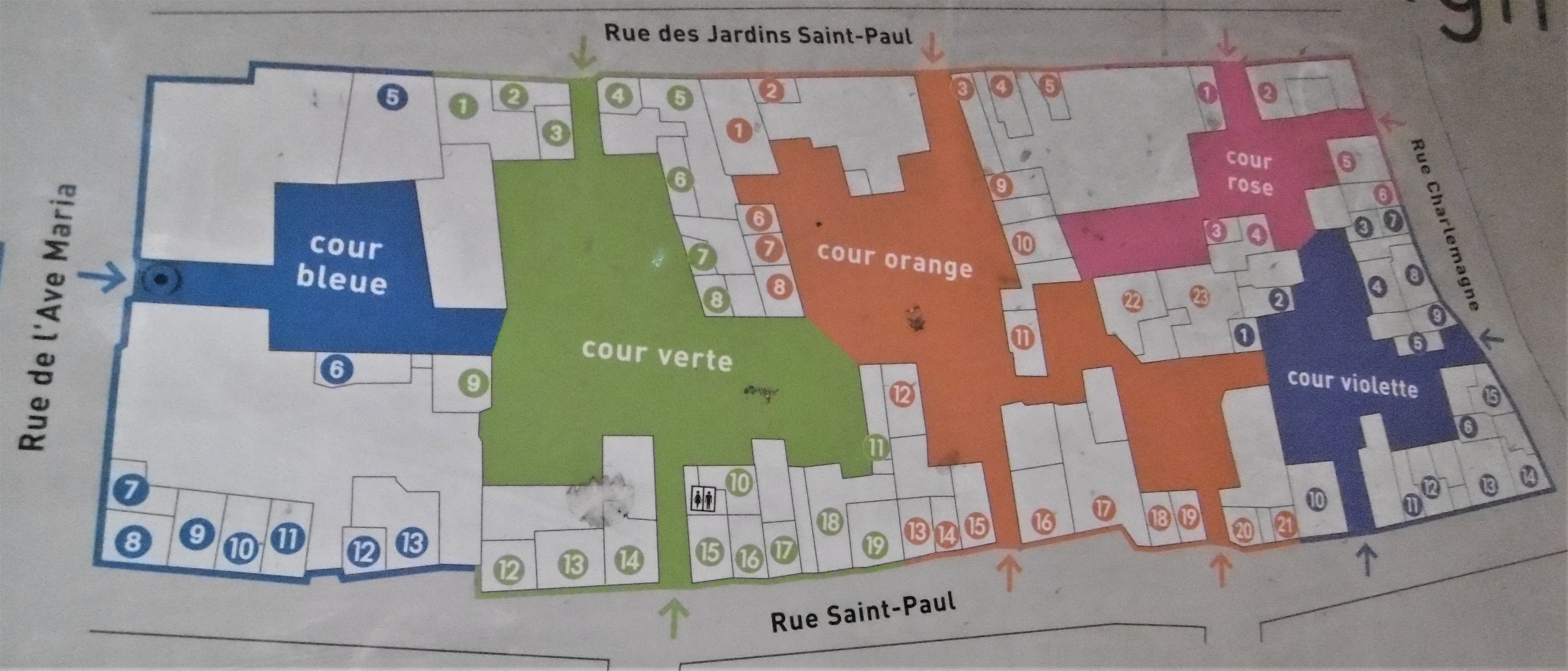
Plan du village.
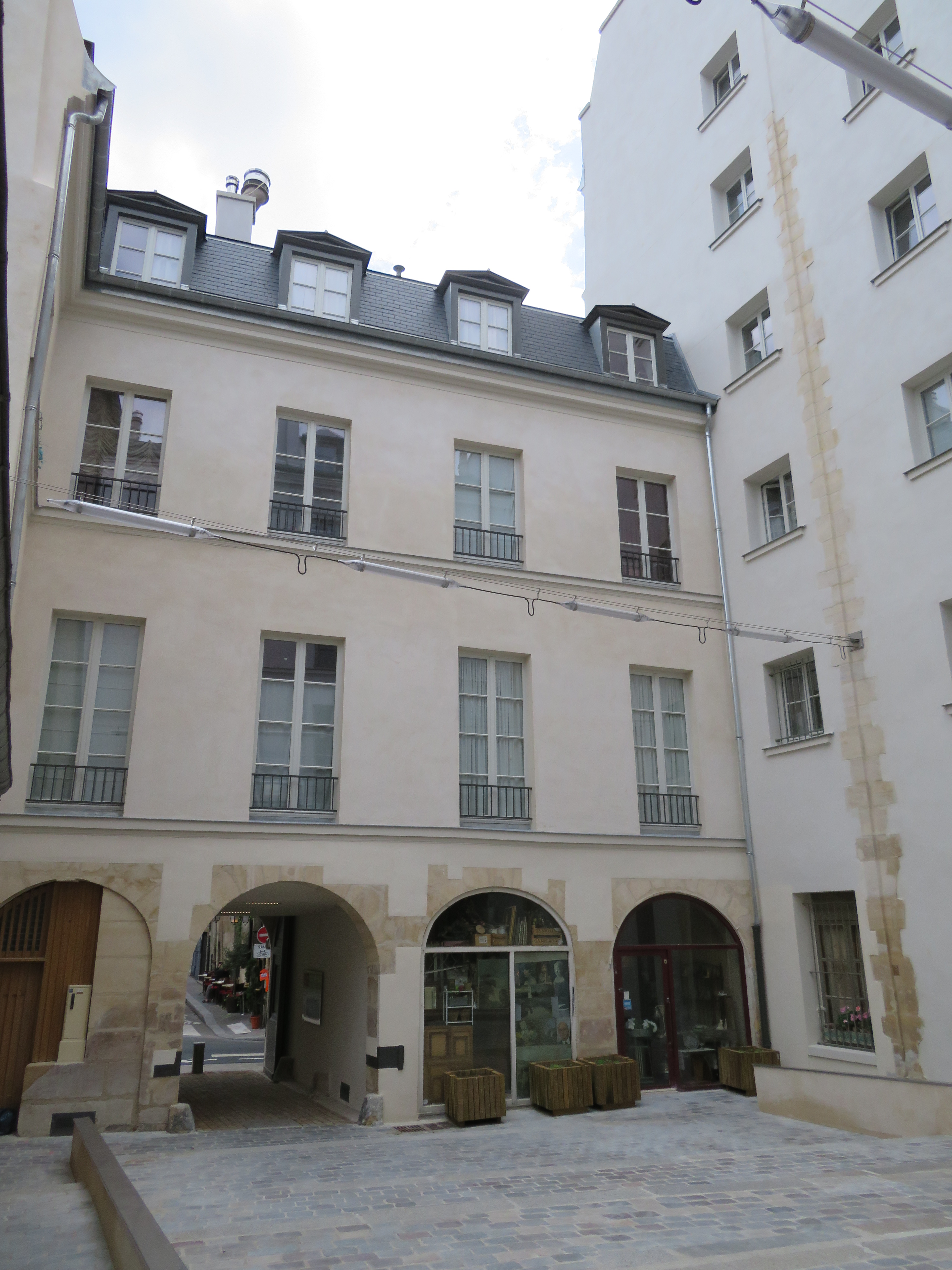
Village Saint-Paul en juillet 2021.
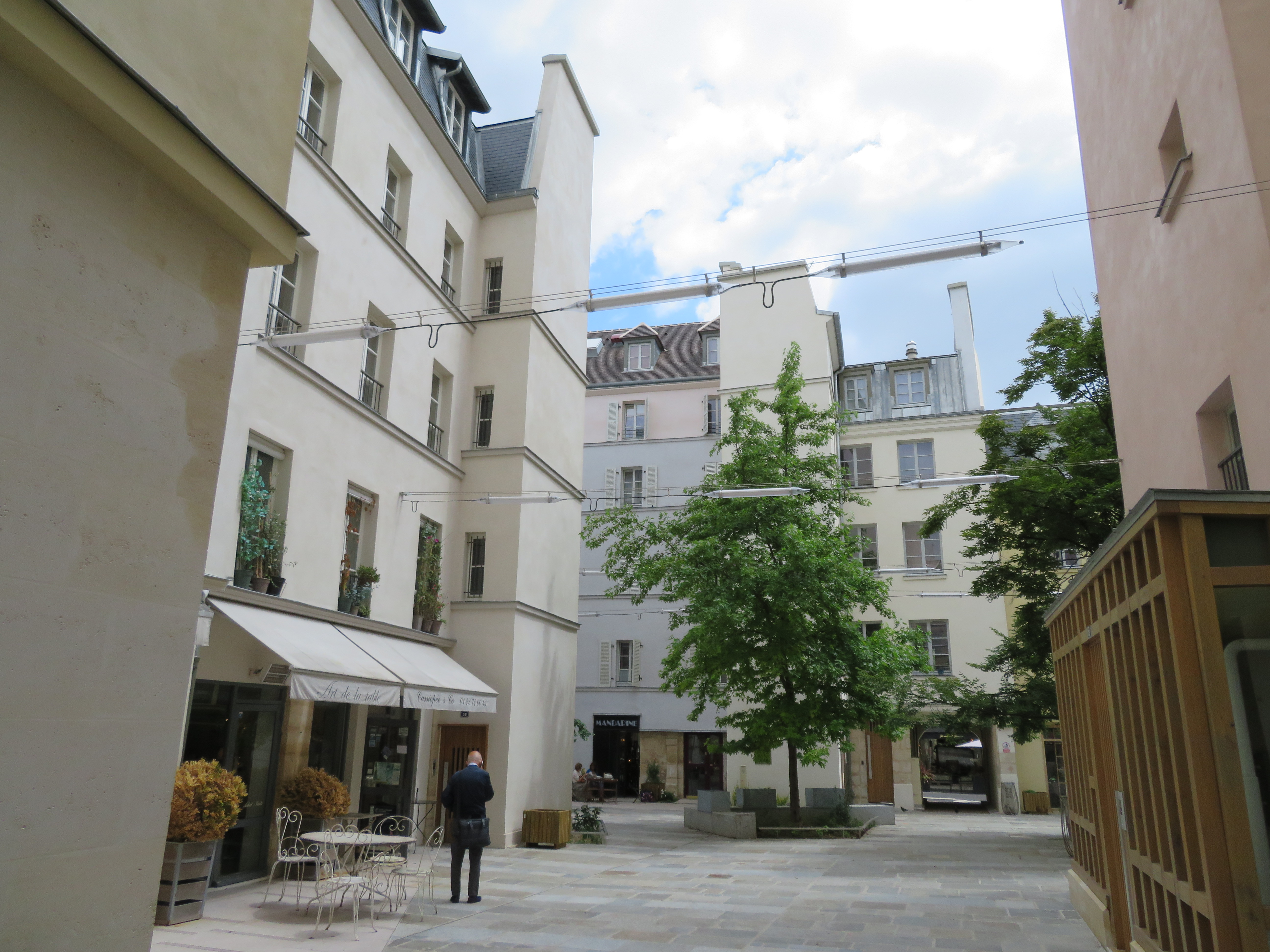
Cour en 2021.